# Comuna de Grybów
Grybów (polaco: Gmina Grybów) é uma gminy (comuna) na Polónia, na voivodia de Pequena Polónia e no condado de Nowosądecki.
De acordo com os censos de 2006, a comuna tem 22 529 habitantes, com uma densidade 145 hab/km².

## Área
Estende-se por uma área de 153,01 km², incluindo:
- área agricola: %
- área florestal: 33%. Stanowi to 9,87%

Esta comuna representa 33%. Stanowi to % da área do condado.

## Subdivisões
- Biała Niżna, Binczarowa, Chodorowa, Cieniawa, Florynka, Gródek, Krużlowa Niżna, Krużlowa Wyżna, Kąclowa, Polna, Ptaszkowa, Siołkowa, Stara Wieś, Stróże, Wawrzka, Wyskitna.